# Julian Czermiński
Julian Czermiński (ur. 1773, zm. 25 grudnia 1830 w Krakowie) – polski historyk, profesor i dziekan Uniwersytetu Jagiellońskiego.

## Życiorys
Urodził się w 1773 i w latach 1789-1792 pobierał nauki w seminarium duchownym w Łucku. Pracował jako nauczyciel domowy i za wsparciem i sugestią Tadeusza Czackiego w 1796 przeniósł się do Krakowa. W 1803 ukończył studia w Szkole Głównej Krakowskiej w zakresie nauk fizycznych i moralnych.
Pracował jako lektor języka francuskiego i w 1809 powierzono mu katedrę historii powszechnej i geografii. W latach 1816–20 był dziekanem wydziału filozoficzno-literackiego na Uniwersytecie Jagiellońskim. Należał do Towarzystwa Naukowego Krakowskiego od chwili jego powstania w 1816. 
Żonaty z Barbarą Kozłowską, zmarł 25 grudnia 1830 w Krakowie.

## Publikacje
Publikował teksty na w Roczniku Towarzystwa Naukowego Krakowskiego"
- "O charakterze narodowym" 1817;
- "O mahometanizmie" 1821;
- "Młodość Jana Sobieskiego króla do powrotu z obcych krajów" 1821.

W 1814 wydał rozprawę "De studio philosophiae moralis". 